# Cephalocereus euphorbioides
Cephalocereus euphorbioides ist eine Pflanzenart aus der Gattung Cephalocereus in der Familie der Kakteengewächse (Cactaceae). Das Artepitheton euphorbioides leitet sich vom griechischen Wort -oides für ‚ähnlich‘ sowie der Gattung ‚Euphorbia‘ ab.

## Beschreibung
Cephalocereus euphorbioides wächst mit nur selten verzweigenden grünen Trieben von 3 bis 5 Metern Wuchshöhe und Durchmessern von 10 bis 11 Zentimetern. Die 8 bis 10 auffälligen Rippen sind deutlich gewellt. Die Dornen sind nur in der Blütenzone aufrecht und ansonsten mehr oder weniger waagerecht. Der einzelne, kräftige Mitteldorn ist dunkelbraun und bis 3 Zentimeter lang. Die 7 bis 9 geraden, hellgrauen Randdornen haben eine dunklere Spitze und sind 5 bis 12 Millimeter lang.
Die schmal glockenförmigen Blüten erscheinen meist zahlreich in der Nähe der Triebspitzen. Sie sind rötlich rosafarben, 5 bis 8 Zentimeter lang und erreichen Durchmesser von 7 Zentimetern. Ihr Perikarpell und die Blütenröhre sind mit kleinen Höckern mit Nektardrüsen und kleinen Schuppen besetzt.  Die grünen Früchte sind bis 8 Zentimeter lang.

## Verbreitung, Systematik und Gefährdung
Cephalocereus euphorbioides ist in den mexikanischen Bundesstaaten Tamaulipas, San Luis Potosí und Veracruz verbreitet.
Die Erstbeschreibung als Cereus euphorbioides erfolgte 1819 durch Adrian Hardy Haworth. Nathaniel Lord Britton und Joseph Nelson Rose stellten die Art 1920 in die Gattung Cephalocereus. Weitere nomenklatorische Synonyme sind  Cactus euphorbioides (Haw.) Spreng. (1825), Pilocereus euphorbioides (Haw.) Rümpler (1886), Lemaireocereus euphorbioides (Haw.) Werderm. (1934), Carnegiea euphorbioides (Haw.) Backeb. (1944), Neobuxbaumia euphorbioides (Haw.) Buxb. (1954), Neodawsonia euphorbioides (Haw.) Buxb. (1957) und Rooksbya euphorbioides (Haw.) Backeb. (1960).
In der Roten Liste gefährdeter Arten der IUCN wird die Art als „Vulnerable (VU)“, d. h. als gefährdet geführt.

## Nachweise